# Raid japonais de 1944
Théâtre d'Asie du Sud-Est de la Guerre du Pacifique
Batailles
- Action du 27 février 1941
- Action du 8 mai 1941
- Bataille entre le Sydney et le Kormoran
- Raids japonais de 1942
- Occupation japonaise des îles Andaman
- (Massacre de Homfreyganj)
- Bataille de l'île Christmas
- Raid sur Ceylan (Raid du dimanche de Pâques)
- Mutinerie des îles Cocos
- Bataille de Madagascar
- Ralliement de La Réunion
- Opération Creek
- Groupe Monsun
- Action du 13 novembre 1943
- Action du 11 janvier 1944
- Action du 14 février 1944
- Raid japonais de 1944
- Action du 17 juillet 1944

- 1940
- 1941
- 1942
- 1943
- 1944
- 1945

En mars 1944, une force de trois croiseurs lourds de la marine impériale japonaise (IJN) a attaqué les navires alliés dans l'océan Indien. Les croiseurs avaient quitté le territoire sous contrôle japonais le 1er mars avec le soutien d'autres navires et aéronefs. Le 9 mars, ils ont rencontré et coulé le vapeur britannique Behar, le croiseur lourd Tone ramassa plus de 100 survivants. Craignant d'être détectés, les forces japonaises sont ensuite retournées aux Indes orientales néerlandaises (NEI), en arrivant le 16 mars. Deux jours plus tard, la plupart de l'équipage et les passagers du Behar ont été massacrés à bord du Tone. Après la guerre, le commandant du raid, le contre-amiral Naomasa Sakonju, a été exécuté pour ce crime de guerre et le capitaine du croiseur Haruo Mayuzumi (黛治夫) a été condamné à sept ans de prison.

## Contexte
En février 1944, la flotte combinée japonaise se retire de sa base de Chuuk, dans le Pacifique central, vers Palau et Singapour .L'apparition d'une puissante force navale japonaise à Singapour inquiète les Alliés, car on craint que ces navires puissent potentiellement mener des raids dans l'océan Indien et contre l'Australie-Occidentale. En réponse, les Alliés ont renforcé leurs forces navales et aériennes dans la région en transférant deux croiseurs légers britanniques de l'Atlantique et de la Méditerranée ainsi que plusieurs navires de guerre de l'United States Navy du Pacifique. Le nombre d'unités aériennes à Ceylan et dans la région du golfe du Bengale a également augmenté. 
L'amiral James Fownes Somerville , le commandant de l'Eastern Fleet, craignait que les Japonais répètent leur raid dévastateur dans l'océan Indien du début de 1942 (Raid sur Ceylan) et le 25 février a demandé la permission de retirer sa flotte de sa base de Trincomalee afin qu'elle ne soit pas menacé par la force japonaise plus importante. L'Amirauté rejeta cette demande et ordonna que la flotte reste à Trincomalee à moins qu'elle ne soit menacée par une force japonaise supérieure car son retrait affecterait le moral et nuirait au prestige de la Grande-Bretagne dans la région. Il a été convenu, cependant, que l'Eastern Fleet ne devrait pas engager des forces japonaises supérieures et pourrait se retirer si Somerville le jugeait nécessaire. 

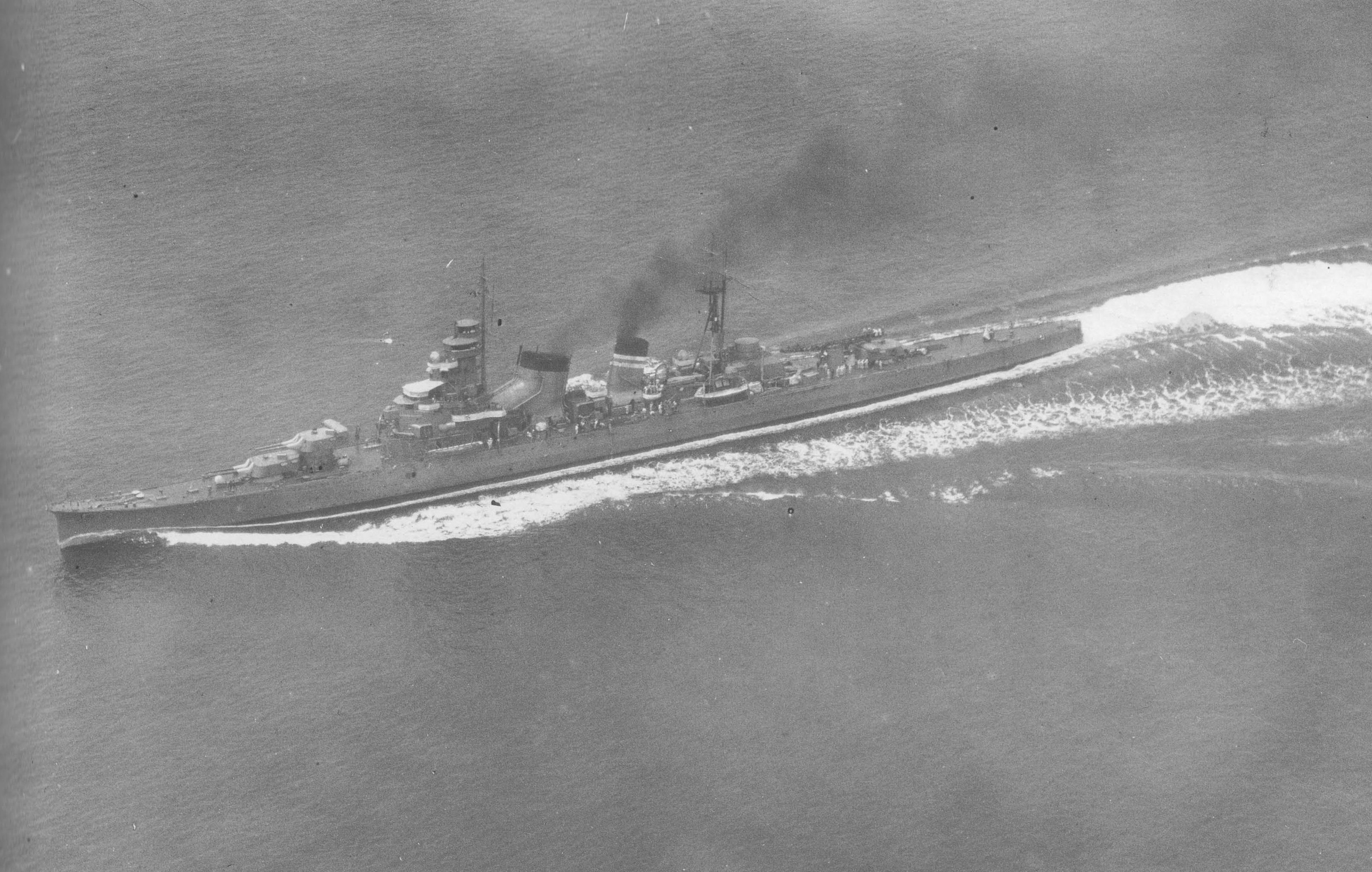
Croiseur lourd Aboa

Fin février, le vice-amiral Shirō Takasu (ommandant en chef de la Flotte de la zone sud-ouest) ordonna aux croiseurs lourds Aoba, Chikuma et Tone de faire un raid sur les navires alliés sur la route principale entre Aden et Fremantle. Cette force était commandée par le contre-amiral Naomasa Sakonju à bord d' Aoba. Dans ses instructions, le vice-amiral Takasu a ordonné que si la force capturait des marins marchands alliés, tous les prisonniers, autres que les opérateurs radio et autres membres du personnel qui pourraient posséder des informations utiles, seraient tués. Sakonju n'a pas remis en question cet ordre. Les croiseurs japonais ont embarqué des groupes d'embarquement spécialisés pour cette opération car on espérait qu'ils pourraient capturer des navires marchands pour atténuer la pénurie de navires au Japon.

## Raid
Les trois croiseurs lourds japonais ont quitté le mouillage de la flotte combinée dans les îles Lingga le 27 février. Les croiseurs légers Kinu et Ōi et trois destroyers ont escorté la force à travers le détroit de la Sonde le 1er mars. Le groupe de guerre de course était appuyé par 10 bombardiers moyens et trois ou quatre hydravions basés à Sumatra et à l'ouest de Java qui effectuait des patrouilles en direction de Ceylan. Trois ou quatre sous-marins de la 8e flottille surveillaient également les mouvements de navires alliés près de Ceylan, des îles Maldives et de l'archipel des Chagos. Les Alliés n'ont pas détecté le départ des forces japonaises, mais ont renforcé leurs forces en Australie-Occidentale après qu'un sous-marin américain a rencontré Kinu et Ōi opérant près du détroit de Lombok le 6 mars. La présence de ces navires a été considérée comme indiquant qu'une force hostile avait peut-être été envoyée dans l'océan Indien. Le 8 mars, Somerville a ordonné à tous les navires alliés voyageant entre le 80e et 100e degré est de se dérouter vers le sud ou l'ouest. 
Après avoir quitté le détroit de la Sonde, les croiseurs lourds japonais ont navigué vers le sud-ouest pour la route principale entre Aden et Fremantle. Les navires étaient répartis sur 50  km le jour et 20 kilomètres la nuit et ont maintenu le silence radio. Le matin du 9 mars, ils ont rencontré le vapeur britannique Behar, à mi-chemin entre Fremantle et Colombo. Le navire voyageait de Fremantle à Bombay dans le cadre d'un voyage entre Newcastle et le Royaume-Uni transportant une cargaison de zinc.

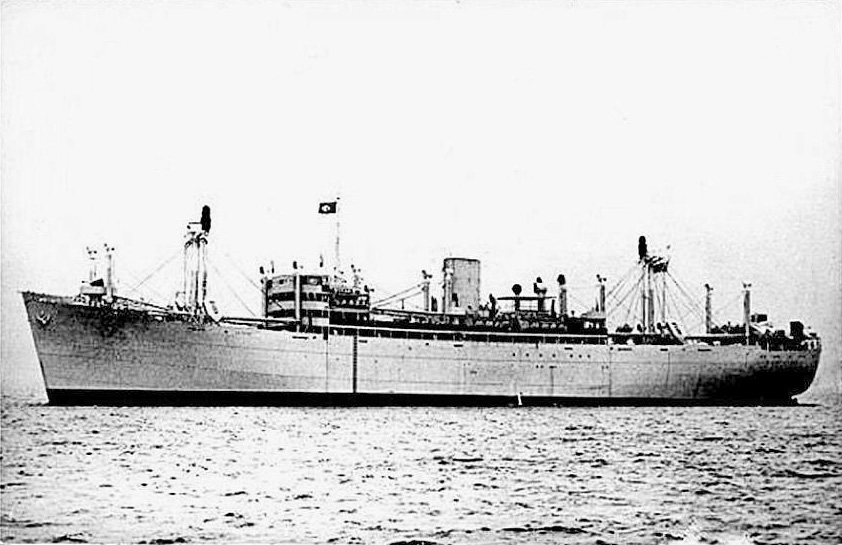
SS Behar (1943)

En apercevant les navires japonais, Behar (capitaine Maurice Symons), a ordonné à son opérateur radio d'envoyer le code « RRR », afin d'informer les autres navires et les bases alliées que le navire marchand était attaqué par des pillards de surface. Le Tone a capté ce message et le croiseur a ouvert le feu sur Behar. Trois membres de son équipage périrent sur le coup et, 5 minutes, l'équipage et les passagers ont abandonné le navire. Le vapeur a coulé peu de temps après et 104 ou 108 survivants ont été secourus par Tone.
Les survivants du Behar ont été maltraités par les membres de l' équipage du Tone. Les marins japonais ont forcé les survivants à remettre tous leurs effets personnels de quelque valeur que ce soit, puis ont utilisé des cordes pour attacher les survivants dans des positions douloureuses qui leur ont causé des difficultés à respirer. L'officier en chef du navire marchand a été battu après s'être plaint que le fait de traiter des civils de cette manière violait les  Conventions de Genève. Cependant, les femmes survivantes ont plus tard eu leurs cordes enlevées. Lorsque les survivants ont été emmenés sous les ponts pour être emprisonnés, ils ont été gravement battus par les marins japonais. 
Après l'attaque, Sakonju jugea qu'il était trop dangereux de continuer le raid car le message de détresse du Behar aurait pu alerter les Alliés de la présence de sa force. Les croiseurs lourds ont de nouveau été escortés à travers le détroit de la Sonde par Kinu, Ōi et cinq destroyers et sont revenus aux Indes orientales néerlandaises le 15 mars. Pendant ce temps, les survivants de Behar ont été détenus dans une petite salle de stockage extrêmement chaude à bord du Tone et ont eu peu d'accès à la nourriture et à l'eau, aux installations sanitaires et à l'exercice. 
Malgré les craintes de Sakonju, les Alliés n'étaient pas immédiatement au courant de l'attaque du Behar. Son signal de détresse avait été capté par un seul navire marchand allié, qui ne l'avait signalé qu'à son arrivée à Fremantle le 17 mars. Entre-temps, Somerville avait décidé le 16 mars que les raiders de surface ne constituaient plus une menace pour la navigation dans l'océan Indien et permettait aux navires alliés de reprendre leur route normale.

## Massacre
Peu de temps après les survivants du Behar ont été secourus, Sakonju a envoyé un message radio au Tone (commandant du capitaine Haruo Mayuzumi), le réprimander pour avoir fait prisonnier les passagers et l'équipage plutôt que de capturer le navire marchand. Dans ce message, Sakonju a ordonné que les survivants soient tués. Mayuzumi n'était pas disposé à le faire, cependant, car il estimait que cela violerait ses croyances religieuses chrétiennes. Son officier exécutif, le commandant Junsuke Mii, s'est également opposé au meurtre des prisonniers. Mayuzumi a demandé par radio à Sakonju que les prisonniers soient mis à terre, mais cela a été rejeté. Le capitaine a ensuite visité Aoba pour plaider son cas, mais Sakonju est resté impassible et a dit à Mayuzumi "d'obéir à mes ordres". Malgré ses doutes, Mayuzumi a décidé de tuer les prisonniers. 
Le 15 mars, les trois croiseurs lourds ont jeté l'ancre à Tanjung Priok près de Java. À la suite de cela, 15 ou 36 survivants ont été transférés sur Aoba (capitaine Symonds, l'officier en chef de plusieurs  des officiers supérieurs ainsi que les deux passagères du navire). Tout ce groupe a été plus tard débarqué à Tanjung Priok. [1
Les trois croiseurs ont quitté Tanjung Priok à destination de Singapour le 18 mars.  Cette nuit-là, tous les prisonniers à bord de Tone ont été décapités par plusieurs officiers du croiseur, Mayuzumi  regardant les tueries du pont du navire?

## Conséquences
Aoba, Chikuma et Tone sont arrivés à Singapour le 25 mars. Ce raid de l'océan Indien était la dernière opération menée par les raiders de surface de l'Axe pendant la Seconde Guerre mondiale. En conséquence, Behar fut le dernier navire marchand allié à être coulé par les pillards de surface pendant la guerre. Ce raid n'a pas perturbé le trafic allié dans la région car les détournements ordonnés par Somerville le 8 mars ont été annulés par le 16. 
Le seul résultat tangible a été le naufrage du Behar ; en revanche, les sous-marins de l'Axe ont coulé trois navires dans l'océan Indien au cours de la même période. Le raid a également été moins réussi que des raids comparables par des navires de surface dans la région, comme celui de l'Admiral Scheer en 1941. Les Japonais n'ont pas tenté de capitaliser sur leur supériorité numérique dans la région et à la fin du mois, ils avaient disparu. Les renforts de l'Eastern Fleet ont permis à Somerville de lancer une série de raids de porte-avions, commençant par l' attaque de Sabang le 19 avril 1944 (Opération Cockpit). 
Le groupe de survivants du Behar qui avait été débarqué à Tanjung Priok a d'abord été interné dans des camps de prisonniers de guerre à Java ; les hommes ont été envoyés dans un camp près de Jakarta et les femmes ont été détenues dans un camp de femmes à proximité. Après que tous les membres du groupe aient été interrogés, les survivants ont été séparés et envoyés dans d'autres camps à Java ou pour travailler comme esclaves au Japon. Tous les survivants ont été libérés après la fin de la guerre en août 1945. L'une des survivantes, Mme Agnes (Nancy) Shaw, s'était rendue en Inde pour rejoindre son mari. Ils avaient été séparés lorsqu'ils se sont échappés de Malaisie sur différents navires. Elle a été emprisonnée au Camp Makkasar  où elle travaillait dans la boulangerie du camp. Elle a retrouvé son mari après la libération de Java. Lorsque le gouvernement britannique a négocié des gratifications pour les prisonniers de guerre d'Extrême-Orient, le ministère des Affaires étrangères et du Commonwealth ont désavoué la connaissance de sa captivité. Cependant, après avoir montré des objets de captivité, y compris un carnet de croquis au pastel, la gratification a été payée. Elle est décédée à Aberdeen en février 2002 à l'âge de 89 ans.
Après la guerre, les Alliés ont poursuivi les officiers responsables des meurtres à bord du Tone. Le vice-amiral Takasu était mort de maladie en septembre 1944, mais Sakonju a été jugé par les Britanniques en 1947 à Hong Kong et condamné à mort et exécuté le 21 janvier 1948. Mayuzumi a également été reconnu coupable pour son rôle dans les meurtres et condamné à sept ans d'emprisonnement.